# Štefan Vdovjak
Štefan Vdovjak (5. srpna 1923 – 17. prosince 1993) byl slovenský a československý politik Komunistické strany Slovenska a poslanec Sněmovny lidu Federálního shromáždění za normalizace.

## Biografie
K roku 1971 se profesně uvádí jako strojvedoucí ČSD.
Ve volbách roku 1971 zasedl do Sněmovny lidu (volební obvod č. 195 - Gelnica, Východoslovenský kraj). Ve FS setrval do konce funkčního období, tedy do voleb roku 1976.
Pohřben byl v obci Prakovce.